# ティボー1世 (ロレーヌ公)
ティボー1世（フランス語：Thiébaud Ier, 1191年ごろ - 1220年2月17日）は、ロレーヌ公（在位：1213年 - 1220年）。ロレーヌ公フェリー2世とアニェス・ド・バルの息子。

## 生涯

### ブーヴィーヌの戦い
ティボー1世は1214年7月4日のブーヴィーヌの戦いで神聖ローマ皇帝オットー4世とともに戦い、敗走中に捕虜となった。ティボーはすぐに解放された。

### 家臣
ティボー1世は有力な領主であり、公領は神聖ローマ帝国の一部ではあったが、ほぼ独立した国として統治していた。ティボーには有力な家臣がいたが、その多くは独立に向けて努力し、それを実現させていった。これらの家臣には、メス司教、トゥール司教、ヴェルダン司教、バル伯（ただし、これらの領地はこの時点ではすでに事実上ロレーヌの一部ではなかった）、コメルシー領主、ヴォーデモン伯およびシニー伯（モンメディ領主でもある）などが含まれていた。しかし、これらの領主に対するロレーヌ公の宗主権はおそらく名目だけのものであった。

### シャンパーニュ継承戦争
彼は修道院長ジェルバーズから第5回十字軍の指導者の一人になるよう勧められたが、すでにシャンパーニュ継承戦争に巻き込まれており、辞退せざるを得なかったとみられる。
1216年のシャンパーニュ継承戦争においては、フランス王フィリップ2世、神聖ローマ皇帝フリードリヒ2世、バル伯アンリ2世の支援を受けたシャンパーニュ伯ティボー4世との争いでブリエンヌ伯エラール1世を支持した。ロレーヌの宗主であるフリードリヒ2世は、自身が対立するエラール1世を支持することを重罪とみなし、ロレーヌ公フェリー2世に与えていたロスハイムを占領した。ティボー1世は1218年に反撃し、ロスハイムを奪回してアルザスを略奪した。これに対しフリードリヒ2世はロレーヌに侵攻し、首都ナンシーを占領して焼き払った。それからフリードリヒ2世はティボー1世が避難していたアマンスの城を包囲して占領した。ティボー1世は投獄され、解放されるためにシャンパーニュ伯の宗主権、エラール・ド・ブリエンヌのシャンパーニュに対する主張の正当性を認め、いくつかの領主の地位を放棄するよう強要された。ティボー1世は失った領地と名声を取り戻すことはなく、1220年に死去した。

### 近親殺し
1217年4月3日から10日の間に（シャンパーニュ継承戦争中）、ティボー1世は対立していた父方の叔父であるトゥール司教マチュー・ド・ロレーヌを捜索し、サン＝ミッシェル＝シュル＝マールトのヴォワ・ド・パリュプトの小道で発見し、槍（殺人ではなく戦いを暗示している）で殺害した。粗暴な司教を殺害するために使用した武器は、シャンパーニュ継承戦争中の同盟者であり、おそらく友人でもあったシモン・ド・ジョアンヴィルから借りたものと思われる。

### 領地と聖ヨハネ騎士団との関わり

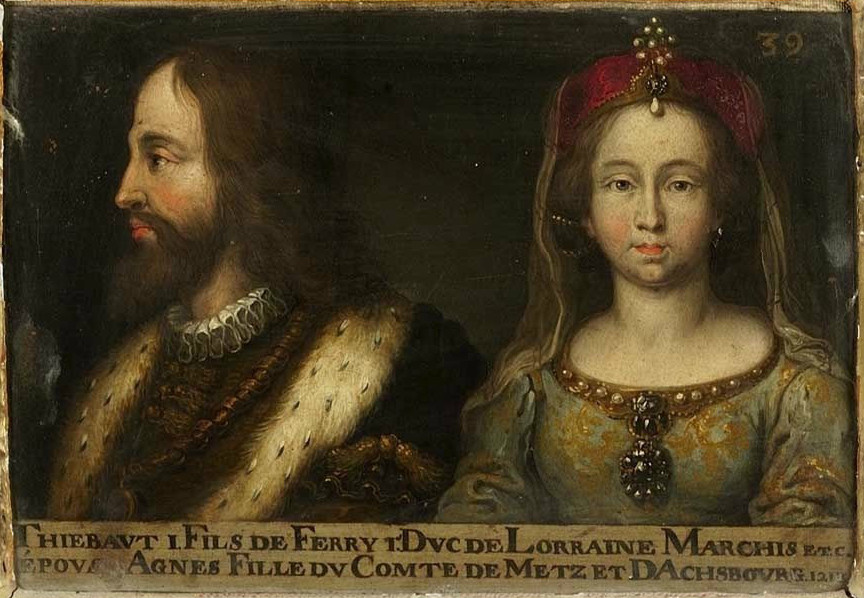
ティボー1世と妃ジェルトリュード・ド・ダグスブール

ロレーヌ公の居城はナンシーにあった。1212年、妃ジェルトリュードを通じてダグスブール伯領とその首都ダボ城、そしてドルリスハイムを相続した。過去のロレーヌ公と聖ヨハネ騎士団との関わりを考慮すると、救護所はティボー1世によって設立された可能性が高いとみられる。また、皇帝から与えられたロスハイムも領有していたが、シャンパーニュ継承戦争に介入した際にロスハイムを奪われた。
ティボー1世はまた、アマンス城、リュネヴィル城、ロレーヌ公爵城などを所有した。

### 性格
ティボー1世は非常に顔立ちが美しく才能があると記されており、ティボー1世の軍歴より勇敢であったとも考えられる。それにもかかわらず、シャンパーニュ継承戦争において反対側に加わり、これを撤回することを拒否したことから、頑固であったか忠実であったかのどちらかであったとみられる。皇帝と対立することでティボー1世は大きな犠牲を払ったが、皇帝に対する激しい反応は、ティボー1世が物事をスムーズに進めるにはあまりにも気位が高かったことを示している。叔父のトゥール司教マチューの殺害は、特にそのような行為が特にひどいと考えられていた中世において、ティボー1世の性格をよく反映しているとはいえない。

## 結婚と継承
ティボー1世は1206年に、ダグスブール伯とメス伯アルベール2世の一人娘で女子相続人であったジェルトリュードと結婚した。2人の間には子供がおらず、夫が亡くなったとき彼女はまだ16歳であった。弟マチュー2世がロレーヌ公位を継承した。未亡人となったジェルトリュードはティボー1世の宿敵シャンパーニュ伯ティボー4世と再婚した。